# Fretterode
Fretterode ist eine Gemeinde im thüringischen Landkreis Eichsfeld. Sie gehört zur Verwaltungsgemeinschaft Hanstein-Rusteberg.

## Lage

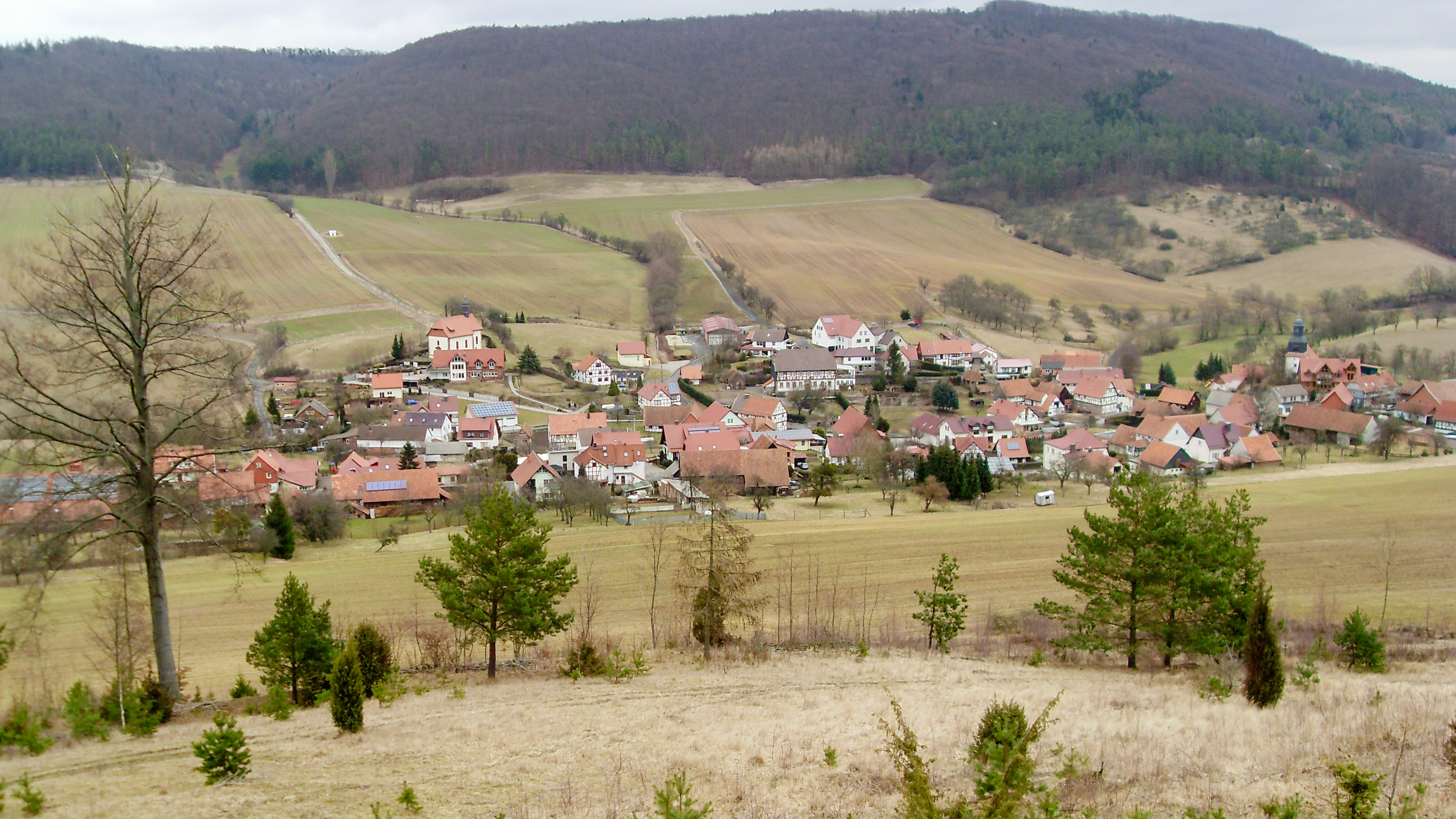
Blick auf Fretterode mit dem Röhrsberg im Hintergrund (2012)

Fretterode befindet sich ungefähr 10 Kilometer südwestlich von Heilbad Heiligenstadt im Westen des Landkreises Eichsfeld. Die Ortslage ist in einer muldenartigen Senke zwischen den Höhen des Oberen Eichsfeldes mit dem Röhrsberg (468,1 m) und dem Kahlenberg (408,1 m) im Norden und dem Höhenzug des Höheberges mit dem Riegelsberg (391,2 m) im Süden. Das Dorf liegt an der Landesstraße 1002, die zur Bundesstraße 80 südlich von Hohengandern führt. Nachbarorte sind Lindewerra und Wahlhausen im südwestlich gelegenen Tal der Werra sowie Gerbershausen im Nordwesten, Schönhagen im Norden und Dietzenrode-Vatterode im Osten. Der Ortsnamensbestandteil -rode ist hier erläutert.

## Geschichte
Fretterode wurde erstmals 1089 in einer Schenkungsurkunde als Fritheuuarderoth erwähnt. In dieser Urkunde bestätigt der Abt Thietmar des Klosters Helmarshausen gegenüber demselbigen, dass er einer adligen Dame namens Lucia ein Dorf mitsamt einer Kirche und drei Hörigen, Nanthelm, Everhard und Rotheger, mit allen den Ort betreffenden Nutzungsrechten übergeben habe. In einem Zusatz zur Urkunde findet sich eine Bestätigung der Schenkung durch den Mainzer Erzbischof Adalbert I. Die Urkunde stellt jedoch eine Fälschung dar, welche im ausgehenden 12. Jahrhundert oder zu Beginn des 13. Jahrhunderts hergestellt wurde. Die inhaltliche Echtheit des Dokuments ist jedoch nicht anzuzweifeln, da die gleiche Übergabe in einem Helmarshäusener Amtsbuch aus dem letzten Viertel des 11. Jahrhunderts und dem ersten Viertel des 12. Jahrhunderts ebenfalls bezeugt ist.
In dem kleinen Ort gibt es eine katholische und evangelische Kirche, die beide auf die Apostel Petrus und Paulus geweiht sind. Die evangelische Kirche im Südosten des Ortes ist von Mauern umschlossen und liegt auf einer Geländeterrasse. Im Westen und Süden der Kirche befindet sich vor der Mauer eine Senke. Der massige Turm zeigt heute noch ein Verteidigungsgesicht. Die katholische Kirche am entgegengesetzten Ortsrand liegt auf einem Bergsporn. Entsprechend der kirchlichen Trennung in den folgenden Jahrhunderten gab es hier ebenso eine katholische und eine evangelische Schule.
Über viele Jahrhunderte war das Dorf im Besitz der Familie von Hanstein, die dort 1718 auch ein repräsentatives Gutshaus erbaute. Von 1802 bis 1806 und von 1813 bis 1945 gehörte das Dorf zu Preußen, von 1815 bis zu dessen Aufgehen im Landkreis Eichsfeld 1994 war es Teil des Kreises Heiligenstadt.

### Einwohnerentwicklung
Entwicklung der Einwohnerzahl (31. Dezember):
- 1994: 214
- 1995: 214
- 1996: 216
- 1997: 217
- 1998: 218
- 1999: 227
- 2000: 224
- 2001: 222
- 2002: 204
- 2003: 197
- 2004: 189
- 2005: 184
- 2006: 176
- 2007: 174
- 2008: 179
- 2009: 179
- 2010: 184
- 2011: 178
- 2012: 174
- 2013: 168
- 2014: 162
- 2015: 167
- 2016: 168
- 2017: 179
- 2018: 176
- 2019: 181
- 2020: 179
- 2021: 176
- 2022: 178

Datenquelle: Thüringer Landesamt für Statistik

## Religion
60 % der Einwohner von Fretterode sind katholisch, 26 % evangelisch. Die katholische Kirche St. Peter und Paul gehört zur Pfarrei St. Matthäus mit Sitz in Arenshausen, Bistum Erfurt. Die gleichnamige evangelisch-lutherische Kirche St. Peter und Paul gehört zur Evangelischen Kirche in Mitteldeutschland.

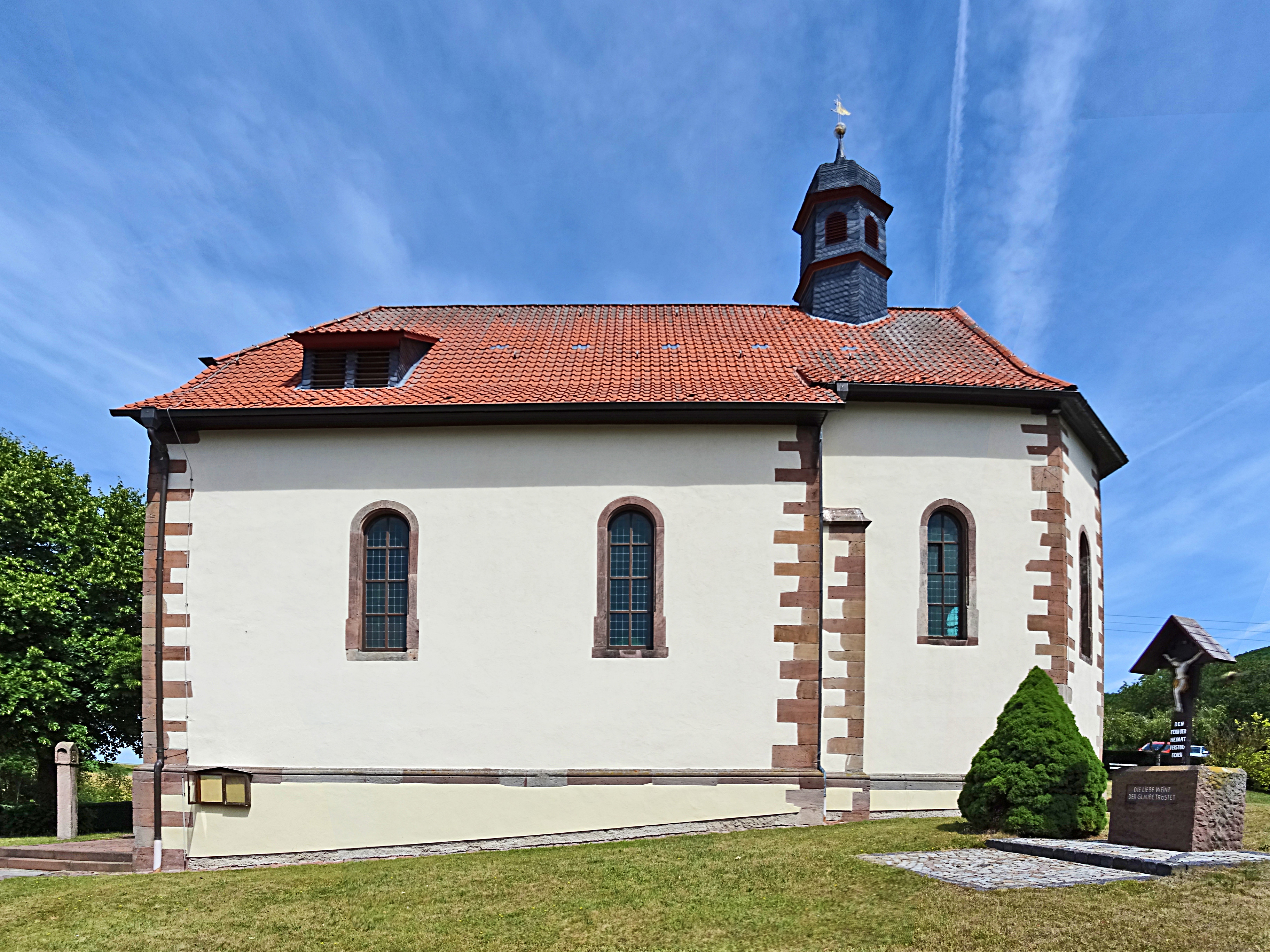
Katholische Kirche
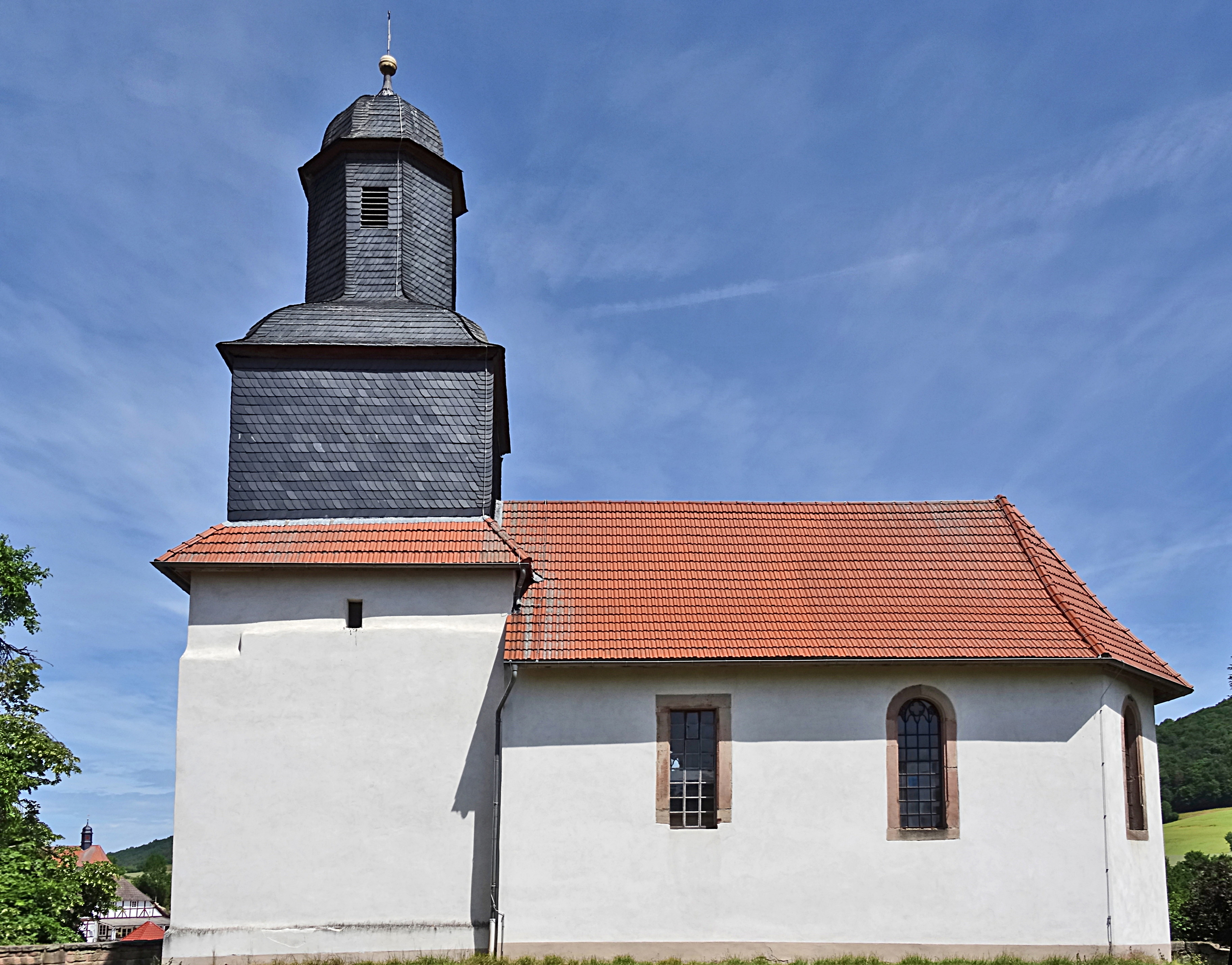
Evangelische Kirche
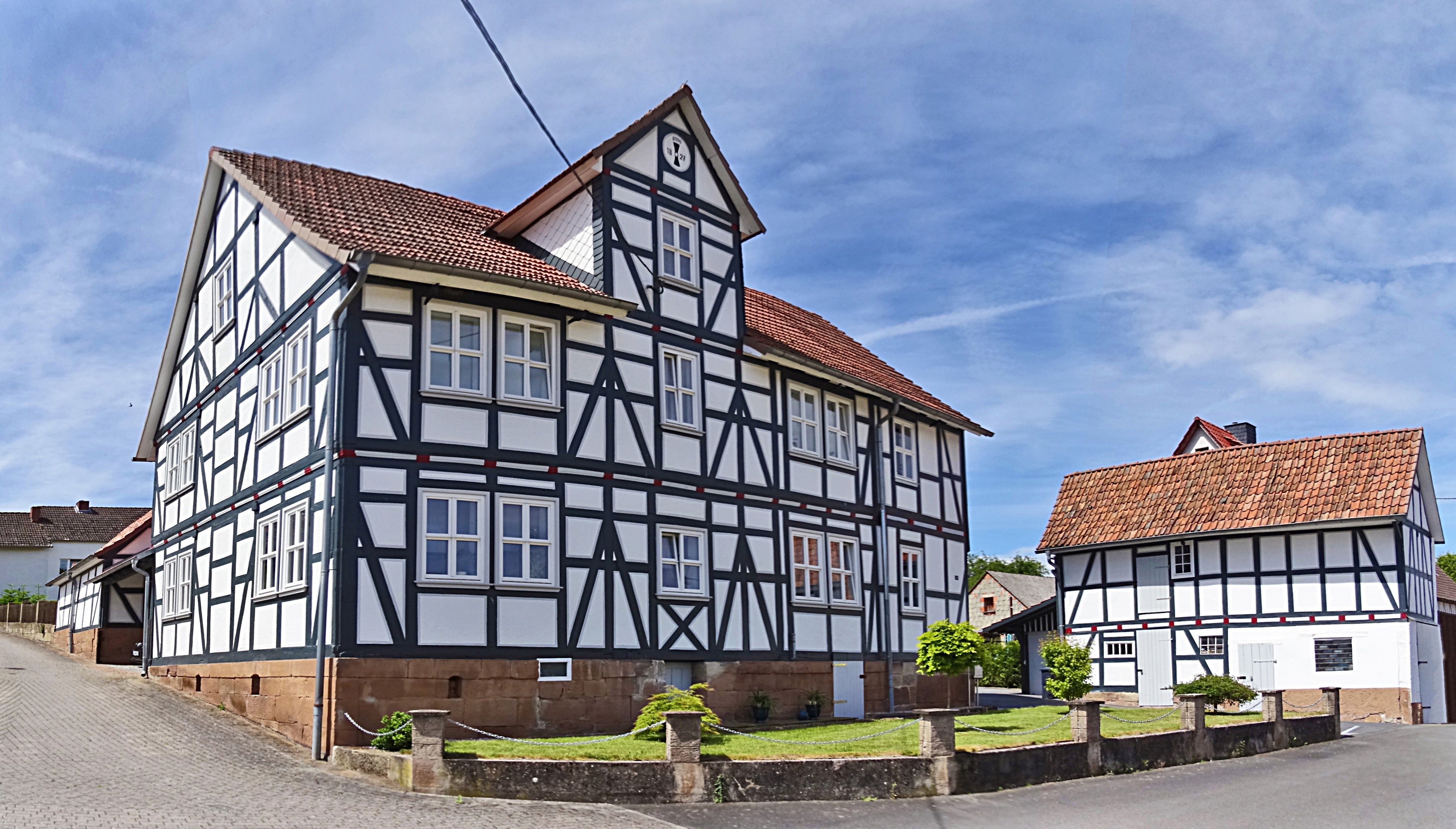
Dorfstraße

## Politik

### Gemeinderat
Der Rat der Gemeinde Fretterode besteht aus sechs Ratsfrauen und Ratsherren. Seit der Gemeinderatswahl am 26. Mai 2019 hat er folgende Zusammensetzung:
- Feuerwehr Fretterode: 5 Sitze
- NPD: 1 Sitz

### Bürgermeister
Der ehrenamtliche Bürgermeister Mike Gunkel (Freie Wähler) wurde am 22. April 2012 gewählt, seine Wiederwahl erfolgte am 15. April 2018.
Die Vorgänger waren:
- 1999–2006: Uwe Wedekind[8]
- 2006–2012: Barbara Wedekind

### Wappen
Blasonierung: „In Silber ein grüner Beutel mit  goldener Schnur, daraus wachsen Linsen mit fünf blauen Blüten und sechs grünen Schoten.“

### Neonazismus
Bundesweite Aufmerksamkeit erhielt das Dorf vor allem als Wohnort des Neonazis Thorsten Heise, der 1999 das bis dahin als Pflege- und Altenheim genutzte Gutshaus erwarb und dort einen Versandhandel, unter anderem mit teilweise indizierten Tonträgern, die er dort auch auf einem eigenen Musiklabel veröffentlicht, betreibt. Nachdem er einen entsprechenden Vertrag mit dem „Kameradschaftsverband der Soldaten der 1. und 12. Panzerdivision der ehemaligen Waffen-SS“ abgeschlossen hatte, überführte er 2006 das bis dahin in Marienfels in Rheinland-Pfalz befindliche Denkmal für die Waffen-SS nach Fretterode und baute es auf seinem Privatgrundstück wieder auf.
Auch ein Neonazi-Angriff auf zwei Journalisten im Jahr 2018 brachte Fretterode bundesweit in die Schlagzeilen.

## Natur
Südwestlich des Ortskerns befindet sich das Naturschutzgebiet Hasenwinkel, ein kleiner Höhenrücken (359,8 m) nördlich des Höheberges. Als Teil der Eichenberg–Gotha–Saalfelder Störungszone treten hier zwischen dem Muschelkalk des Oberen Eichsfeldes und dem Buntsandstein des Höheberges Gesteine des Oberen Zechsteins (Dolomit) als kleine Felsen zu Tage (Breiter Stein und Spitzer Stein). Das ca. 6 Hektar große Schutzgebiet (seit 1939) ist Teil des FFH-Gebietes Röhrsberg-Hasenwinkel-Mühlberg.